# منتم للمستنقعات
تأتي كلمة مستنقعاتي (Palustrine) من الكلمة اللاتينية palus أو سبخة. وتتضمن الأراضي الرطبة التي تندرج تحت هذه الفئة السبخات والمستنقعات الداخلية، بالإضافة إلى الأراضي الهشة والأهوار والتندرا والسهول الفيضية. وتشمل النظم المستنقعاتية أية أراضٍ رطبة داخلية لا يوجد بها مياه جارية وتحتوي على الأملاح المشتقة من المحيط بتركيزات تقل عن 0.05%، ولا تتعرض لعمليات المد والجزر.
قد يكون من المفيد توضيح الاختلافات بين الأراضي الرطبة البحيرية والمستنقعاتية.